# Eriosema chicamba
Eriosema chicamba är en ärtväxtart som beskrevs av Baker f. Eriosema chicamba ingår i släktet Eriosema och familjen ärtväxter. Inga underarter finns listade i Catalogue of Life.